# Ямище (Черниговская область)
Ямище (укр. Ямище) — село в Репкинском районе Черниговской области Украины. Население 210 человек. Занимает площадь 0,98 км².
Код КОАТУУ: 7424482603. Почтовый индекс: 15064. Телефонный код: +380 4641.

## Власть
Орган местного самоуправления — Гучинский сельский совет. Почтовый адрес: 15064, Черниговская обл., Репкинский р-н, с. Гучин, ул. Советская, 26. Тел.: +380 (4641) 4-72-40; факс: 2-72-40.